# 3C 75
3C 75 هو اصطدام مجري، يقع في كوكبة قيطس.

## روابط خارجية
- 3C 75 على موقع ويكي سكاي: DSS2, SDSS, GALEX, IRAS, Hydrogen α, X-Ray, Astrophoto, Sky Map, Articles and images